# Le Cauchemar de Garfield
 (avril 2020).
Si vous disposez d'ouvrages ou d'articles de référence ou si vous connaissez des sites web de qualité traitant du thème abordé ici, merci de compléter l'article en donnant les références utiles à sa vérifiabilité et en les liant à la section « Notes et références ».
Le Cauchemar de Garfield (Garfield's Nightmare) est un jeu vidéo sorti sur Nintendo DS et basé sur le comic strip Garfield.
Le jeu est sorti le 2 mars 2007 en France, le 9 mars 2007 dans le reste de l’Europe et le 28 juin 2007 en Amérique du Nord.

## Trame
Après avoir mangé un énorme sandwich, Garfield fait un cauchemar où il se retrouve dans un château hanté, où se trouvent des monstres tel que les fantômes, les araignées, les chauve-souris, etc.